# Berlevåg (wieś)
Berlevåg – wieś w Norwegii w okręgu Finnmark. Ośrodek administracyjny gminy Berlevåg. W 2023 roku zamieszkana przez 868 osób. Powierzchnia miejscowości wynosi 0,7 km², gęstość zaludnienia 1248 os./km².